# Fox Creek (Alberta)
Fox Creek ist eine kanadischen Gemeinde in der Region Nord-Alberta der Provinz Alberta mit etwa 2000 Einwohnern. Sie liegt in 800 Meter Höhe, ca. 260 km nordwestlich von Edmonton und ist ein Zentrum des Gewinnung von Öl und Gas aus Ölsanden durch Fracking.

## Geschichte
Die Siedlung Fox Creek wurde in den 1950er Jahren während des Baus des Alberta Highway 43 gegründet und in den 1980er Jahren zur Stadt (town) erhoben. 1957 wurde in der Region Öl entdeckt. In den 1960er Jahren wurden weitere Öl- und Gasfelder erschlossen. Viele junge Arbeitskräfte wanderten als Folge der „Bonanza in Alberta“ zu. Bis zum Ölpreisverfall 2014/15 wuchs die Bevölkerung in jedem Winter auf jeweils 10.000 bis 15.000 an (sog. „Schattenbevölkerung“ durch Saisonarbeiter in der Ölindustrie).

## Wirtschaft
Chevron, BP Amoco und Petro-Canada beteiligen sich über das Unternehmen SemCAMS – den größten Arbeitgeber der Region – mit erheblichen Investitionen an der Öl- und Gasförderung durch Fracking. Forstwirtschaft sowie die Erbringung von logistischen und Dienstleistungen für die Ölindustrie der umliegenden Gebieten sind weitere wichtige Wirtschaftsfaktoren. Ein in der Planung befindliches Projekt, jährlich über 9 Millionen Tonnen Kohle und Ölsand zur Diesel- und Naphtagewinnung abzubauen, wurde 2011 eingestellt.
Fox Creek verfügt über einen kleinen Flugplatz mit einer 900-m-Landebahn.

## Ökologie und Erdbeben
Aufgrund des hohen Wasserverbrauchs durch Fracking hat die Stadt Probleme mit dem abgesunkenen Grundwasserspiegel. Das Fracking verursacht auch hohen Aufwand durch die Behandlung und anschließende Deponierung des giftigen Bohrschlamms, der u. a. Kohlenwasserstoffe, Schwermetalle und Schwefel enthält.
Am 22. Januar 2015 wurde 33 km westlich des Ortes das stärkste bis dahin von Menschenhand ausgelöste Erdbeben mit einer Magnitude von 4,4 auf der Richterskala gemessen. Als Auslöser gelten die bis zu drei Kilometer tiefen Felsbohrungen und -sprengungen durch hohen Wasserdruck, lange Horizontalbohrungen in den Ölsanden und die enorme Wasserentnahme an anderen Stellen. Am 13. Juni 2015 ereignete sich ein noch stärkeres Erdbeben mit der Magnitude 4,6. In dem dünn besiedelten Gebiet wurden jedoch keine Schäden verzeichnet. Im Januar 2016 kam es erneut zu einem Beben, dieses Mal mit Stärke 4,8, das noch in 280 km Entfernung zu spüren war. Daraufhin wurde eine Fracking-Einrichtung von Repsol Oil & Gas auf unbestimmte Zeit geschlossen.
Nach einem verhältnismäßig ruhigen Jahr 2021 ereigneten sich in Fox Creek von Januar bis Oktober 2022 150 Erdbeben mit einer Magnitude von 4,0 bis 4,5.